# Forever Marshall Islands
Forever Marshall Islands ist die Nationalhymne der Marshallinseln. Sie wurde 1991 offiziell angenommen. Text und Melodie stammen vom ehemaligen Staatspräsidenten Amata Kabua.

## Englischer Text
My island (heart) lies o’er the ocean;

Like a wreath of flowers upon the sea;

With a (the) light of Mekar from far above;

Shining the with the brilliance of rays of life;

Our Father’s wondrous creation;

Bequeathed to us, our Motherland;

I’ll never leave my dear home sweet home;

God of our forefathers protect and bless forever Marshall Islands.
Bemerkung: Die Wörter in Klammern können anstelle der Wörter davor gesungen werden.

## Marshallesischer Text
Aelōñ eo ao ion lometo;

Einwot wut ko lōti ion dren elae;

Kin meram in Mekar jen ijo ilañ;

Erreo an romak ioir kin meram in mour;

Iltan pein Anij eweleo im wōj;

Kejolit kij kin ijin jikir emol;

Ijjamin Ilok jen in aō lemo ran;

Anij an ro jemem wonakke im kej rammon Aeliñ kein am.

## Deutsche Übersetzung
Mein(e) Insel (Herz) liegt hinter dem Ozean;

Wie ein Blumenkranz auf der See;

Mit einem (dem) Licht von Mekar von weit her;

Scheint es mit dem Leuchten von Lebensstrahlen;

Unseres Herrn wundersame Schöpfung;

Vererbt an uns, unser Vaterland;

Ich werde meine geliebte Heimat nicht verlassen;

Gott unserer Vorväter beschütze und segne die Marshallinseln für immer.